# Trestia, Sălaj
Trestia este un sat în comuna Hida din județul Sălaj, Transilvania, România.

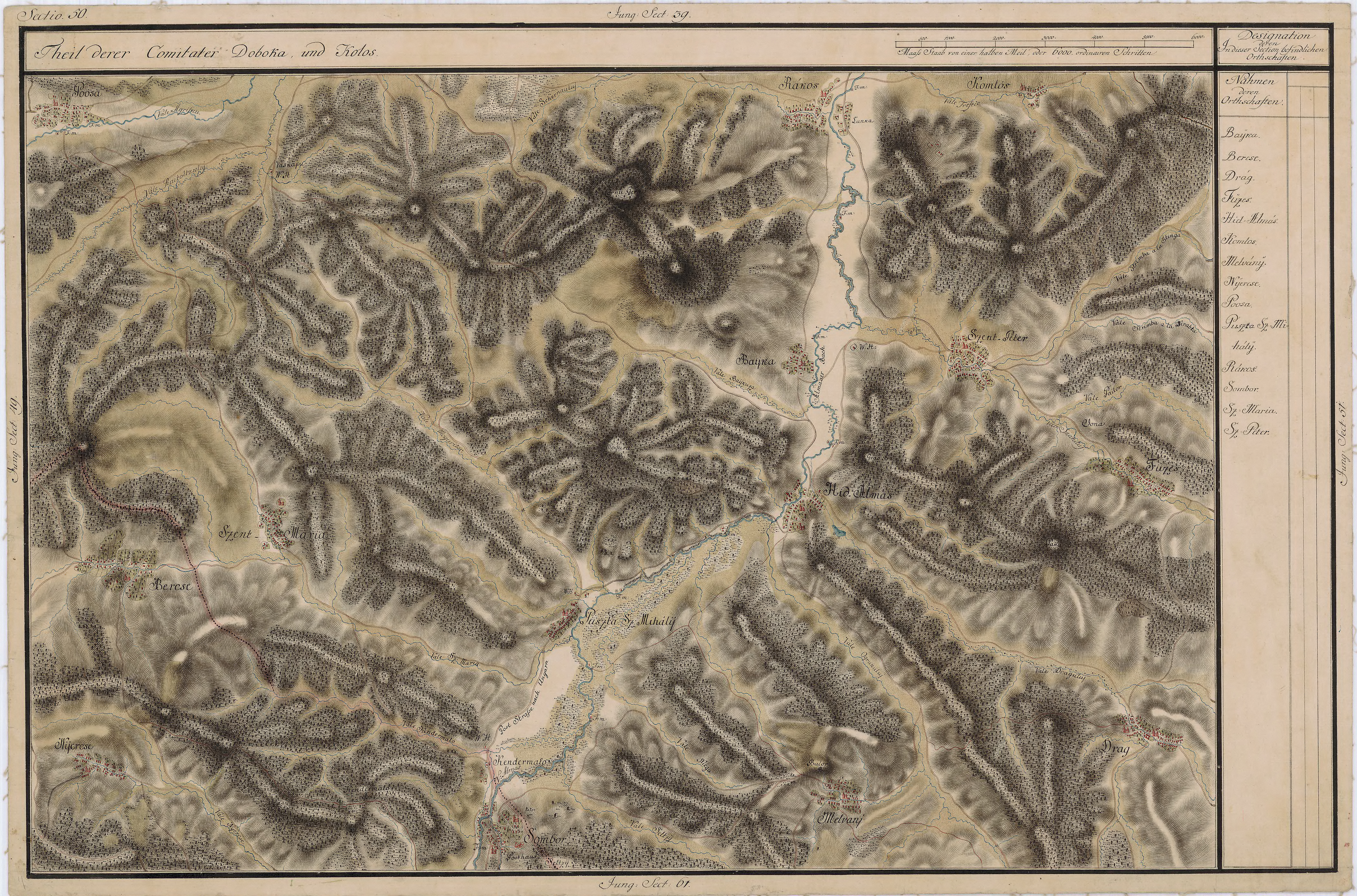
Trestia în Harta Iosefină a Transilvaniei, 1769-73